# Мистер Олимпия 1973
Мистер Олимпия 1973 (англ. 1973 Mr. Olympia) — девятый в истории конкурс «Мистер Олимпия» и одно из самых значимых международных соревнований по культуризму, прошедшее под эгидой Международной федерации бодибилдинга. Соревнование состоялось 8 сентября 1973 года в здании Бруклинской академии музыки в Нью-Йорке, США.
Арнольд Шварценеггер победил, став 4-кратным обладателем титула и побив рекорд бывшего 3-кратного чемпиона Серхио Оливы. Сам Олива не был допущен на конкурс из-за того что принимал участие в конкурсе «Мистер Галактика-1972» организации, не признанной Международной федерацией бодибилдинга.
Денежный приз в 1973 году составил 750$ по сравнению с 1000$ на предыдущих соревнованиях.

## Результаты
| Место | Имя                  |
| ----- | -------------------- |
| 1     | Арнольд Шварценеггер |
| 2     | Франко Коломбо       |
| 3     | Серж Нюбре           |